# NEC
NEC 주식회사(영어: NEC Corporation) 또는 일본 전기 주식회사(일본어: 日本電気株式会社 닛폰 덴키 가부시키가이샤[*], 영어: Nippon Electric Company, Limited)는 일본 도쿄도 미나토구 시바에 본사가 있는 스미토모 그룹 계열의 정보통신기술 및 전자기업이다. 전후 일본의 주요 가전제품 제조회사가 된 적도 있으나, 지금은 주로 엔터프라이즈 대상의 정보통신 사업에 주력하고 있다. 일본에서의 약칭은 닛덴(일본어: 日電)도 드물게 쓰이나 NEC로 더 널리 알려져 있으며, 일본 이외 국가에서는 정식 사명으로도 NEC를 써왔다.

## 개요
오랜 기간 유선 및 무선 통신 장치 (전화기같은 가전기기부터 전화 교환기, 기지국 같은 대형기기까지 망라), 컴퓨터를 주요 사업으로 하였다. 일본의 마이크로 컴퓨터, 개인용 컴퓨터 시장에서 여명기보다 빨리 시작하여, 1976년에 TK-80의 발표로 일본의 마이크로 컴퓨터 시장의 활성화를 꾀하였다.
일본에 있어서 “NEC”라는 명칭이 친숙해진 것은 개인용 컴퓨터가 판매되면서 부터이다. 개인용 컴퓨터 사업은 (한때는 일본 전기 홈일렉트로닉스가 담당했으나) 오랫동안 일본 전기 본사가 사업을 통괄하여 산하의 생산 자회사 (NEC 요네자와, NEC 군마, NEC 니가타, 일본 전기 데이터 기기)가 생산하는 방식으로 진행되었지만, 2001년 10월에 제조를 NEC 컴스텀 테크니카, 개인용 (벨류스타 제품군, 라바이 제품군)의 판매를 NEC 커스터먹스에 통합 재편하였다. 게다가 2003년 7월에 NEC 커스텀 테크니카와 NEC 커스터먹스가 합병되었다. (메이트 제품군, 버사프로 제품군은 NEC 퍼스널 프로덕스에서 제조하여, 일본 전기 본사에서 판매하였음) 2011년 1월 NEC는 레노보와 합작회사 NEC 레노보 재팬(레노보 51 : NEC 49)을 설립하고 NEC 퍼스널 프로덕스의 개인용 컴퓨터 사업 일체를 이전하였으며, 2016년 기준 단 5%만의 지분을 보유하여 브랜드 네임을 빌려주고 있다.
휴대전화기 사업은 일본시장 점유율이 낮아지자 2010년 카시오, 히타치와 합작하여 NEC 카시오를 설립하였으나 2016년 모든 지분을 재매입한 뒤 해산하였다.
오늘날 NEC는 엔터프라이즈 사업, 기지국 등 통신설비 사업을 주요 사업으로 한다.
NEC의 채용은 사무 직장, SE 직장, 연구개발 직장으로 구분하여 진행된다. 특히 연구개발 직장은 자유응시가 불가능해서(추천으로만 채용해서), 담당업무가 결정되는 시점에 배속처가 결정된다.
NEC는 스미토모 전기공업의 형제 회사이며, 스미토모 상사 등과 더불어 스미토모 그룹의 일부이다. 그러나 스미토모의 상징인 정자마크를 회사기장으로 채택한 회사는 거의 없고, NEC도 예외는 아니다.

## 역사
일본 전기는 1899년 7월 17일에 설립되었다. 이와다레 쿠니히코와 미국 웨트턴 일렉트릭 (현재의 알카텔 루슨트)이 54%를 출자하여 설립한 일미합작 회사이었다. 이것은 일본 최초의 합작기업으로 기록된다. (1992년까지 사용한 NEC 로고의 글자는 우 사일 당시의 로고에서 유래되었음) 전쟁전, 1928년에 일본 전기의 니와 야스지로는 쇼와 일왕의 즉위행사 사진을 성공적으로 팩스 통신하여 전송한 실적이 있다.
그 후에, 스미토모 재벌에 경영이 위탁되었고, 제2차 세계대전에서 미일관계가 악화되어 스미토모 그룹의 자기업이 되었다. 이러한 이유로, 1943년부터 1945년까지 “스미토모 통신공업”이라는 회사명을 사용하기도 했다. (스미토모 전기공업이 당시에 이미 존재했기 때문에 이 회사명이 사용됨) 전쟁중에는 일본제국 육군의 무전기를 직접 담당하였고, 전파 경계기의 개발도 진행하였다.
전쟁후에, 통신, 진공관, 반도체 소자같은 전자제품을 생산했으며, 자회사 “신일본 전기” (이후에 일본 전기 홈일렉트로닉스가 되었고, 현재는 사라짐)에 의하여 가전, 무선 통신제품 분야에 진출하게 되었다. 또한, 1958년에 NEAC 1101로 시작하여 컴퓨터의 개발에 집중하였다.
1977년 당시에 회장이었던 고바야시 고지는 “컴퓨터와 통신의 융합”을 탄생시킨 'C&C'(Computer & Communication)라는 슬로건을 내걸어, 새로운 기업이념이 된다. 그래서 여기까지 “전신 전화 그룹” (예시로 전화교환기의 사업부분에서 후지쯔와 나란히 대기업 중 하나로 불렸음)이라는 이미지가 강했던 일본 전기는 정보 및 통신 시장을 중심으로 종합 전자 기업으로 변하게 된다.

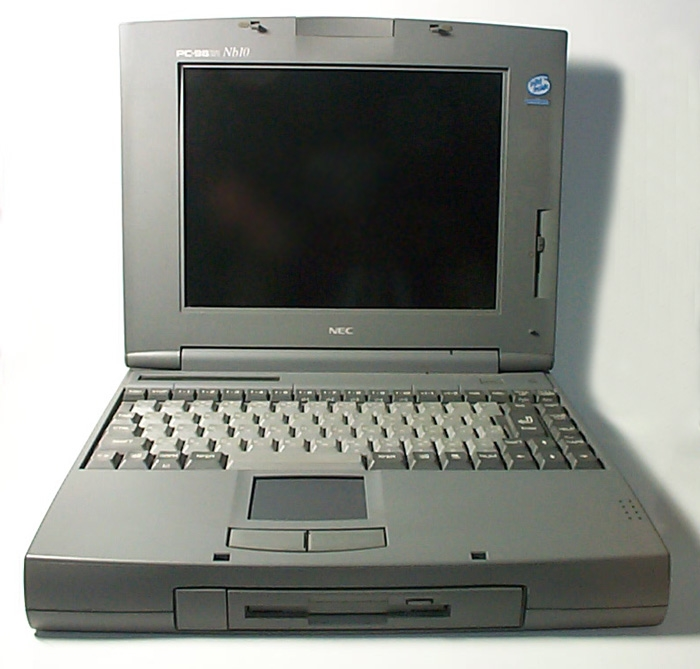
노트북의 예시
PC-9821 Nb10

1982년에 판매된 PC-9800 제품군은 약 10년간에 걸쳐서 일본의 개인용 컴퓨터 시장을 석권하였다. 마이크로소프트 윈도우 다음으로 거대한 기업이던 PC/AT 호환기종과 치열하게 경쟁하다가, 최종적으로 최후발이 되면서 규격을 통합하였다. (다른 일본 기업의 규격은 빠르게 사라져 갔음)
C&C의 이념은 고바야시의 실질적인 후임 사장이던 세키토모 다다히로의 시대에도 이어졌으며, 위에서 설명한 PC-9800 제품군이 일본의 개인용 컴퓨터 시장에서 점유율 1위를 했으며, 1980년대 후반에는 반도체 생산으로 세계 1위 기업이 되어, 일본을 대표하는 전자 기업으로 성장하였다. 현재의 본사빌딩인 일본 전기 본사 빌딩을 건설한 것도 이 시기이다. (일본 전기 본사는 건설중에 모리나가 제과 본사가 있는 모리나가 플라자 빌딩에 임시로 입주하고 있었음) 일본 전기를 포함하여 일본 기업의 국제 반도체시장 진출은 미일간 반도체 무역마찰이 발생하여 정치문제로 비하되었다. 1983년 당시에 'NEC'였던 회사명을 '일본 전기'(일본어: 日本電気)로 변경하였다.
실제로 컴퓨터의 사업부문에서, 일본의 정보처리분야의 탄생의 아버지라고 불리는 미즈노 유키오가 표준 컴퓨터를 대형기술 안건만큼 집중하도록 일본 전기의 경향을 보정하였고, 개인용 컴퓨터나 유닉스의 당시 차세대 기술을 타기업보다 빠르게 투자를 계속한 것에 의하여 성장해 왔다는 측면이 크다.
1990년대 후반에 이르러, 일본 개인용 컴퓨터 시장에서 IBM PC 호환기종의 점유율이 증가되었고, 해외 개인용 컴퓨터 시장의 진출을 목표로 한 펙카드 벨 사가 부진했으며, 반도체 시장에서 미국, 한국과 경쟁이 격화되는 요인에 의하여 실적이 감소하기 시작하였다. 뿐만 아니라, 일본 방위성의 조달에 가격과장 의혹을 받게 되어서, 기업 이미지에 손상을 끼쳤다. 이 책임을 지고 세키모토 회장은 사퇴했으며, 가네코 히사시 사장도 물러나 시가키 히로시가 새로운 사장이 되었다. 세키모토의 경영자로서 책임은 대단히 커서, 이후에도 일본 전기는 이 문제에서 회복하지 못하고 있다.
나시가키 사장체제에서, 적자 산업의 구조조정과 정부의 강화시책을 따라서, 가전분야에서 철수했다. 또한, 2000년 4월에 자기업 NEC 솔루션스, NEC 네트워크스, NEC 일렉트론 디바이스를 설립했지만, 니시가키 후임인 카나쓰키 사장체제에서, 반도체 관련 기업인 NEC 일렉트론 디바이스는 독립시켰고, 나머지 기업은 불과 3년후인 2003년 4월에 폐쇄하였다. 이로써 종합 전자 기업의 간판을 내리고, C&C개념으로 돌아왔으며, 컴퓨터 시스템 및 통신을 중심으로 한 전자 기업이 되었다.
오피스 컴퓨터, 서버의 분야에서 일본의 최고 점유율을 자랑한다. 편의점, 호텔의 지원 오피스용 컴퓨터는 독점상태에 가깝다. 슈퍼 컴퓨터의 분야에서 세계 최고의 점유율을 자랑하고, OEM공급도 하고 있다.
통신분야에서 통신위성부터 광통신까지 여러 가지 설비를 판매하고 있다. 또한, 해외 기업의 통신제품도 판매하고 있다.
현재 마크와 로고의 색은 파란색이다. (소위 기업 이미지 통합 전략에 의한 것임. 일본 전기의 로고는 원래 빨간색이었음.) 이 로고가 사용되기 시작한 1992년이후부터, 2003년까지 제품 안내서의 인쇄물에 “일본 전기” (일본어: 日本電気)라는 문자가 추방되었다.
창립 100주년 기념사업으로, 다마가와 사업장의 일부를 고층빌딩으로 변경하였다. (NEC 다마가와 르네상스 시티)
2006년에, 기업대상 컴퓨터 시스템이라는 통신 시스템의 통합/컨설팅에서 이익을 올리고 있으며, 개인용 컴퓨터나 휴대전화의 사업확대를 도모하도록, 기업 혁신 개혁을 진행하고 있다. 또한, 서버 및 스토리지의 강화와 국제시장의 판매에 주력해서 대응을 취하고 있다. 또한 통신 캐리어 사업에서 트렌드를 이끌었다. 넥스트 제너레이션 네트워킹(Next Generation Networking, 약칭: NGN)은 IT/NW 장비업계에서 가장 빠르게 대응을 진행하고 있는 일본 전기의 제품이다. 유니버지 브랜드도 NGN과 관련이 저명한 제품이 되었다.
2020년 일본의 제4이동통신사로 신규 진출하는 라쿠텐 모바일의 O-RAN 5G 무선설비를 후쿠시마현 공장에서 제조하여 출하하였다. NEC와 라쿠텐은 이것이 세계 첫 클라우드 네이티브 통신설비라고 발표하였다.

## 제품
제품 및 서비스는 컴퓨터의 생산, 컴퓨터 시스템의 구축, 집적회로 (NEC의 컴퓨터 목록을 참조), 휴대전화가 있다.

### 컴퓨터

#### NEC의 컴퓨터 역사
1950년대의 파라메트론 컴퓨터나 FONTAC (후지쯔/오키 전기공업/일본 전기가 공동으로 개발한 컴퓨터)라고 불리는 초기 컴퓨터를 구축하였으며, 1960년대 중반에 시작된 통산업성 주체의 대형 프로젝트중 하나로 시작된 초고성능 전자계산기 개발 계획에서, IBM같은 외국계 컴퓨터 기업에 의존하지 않고 일본독자의 컴퓨터 시스템을 구축하기 위해서, 전기 기업이 연합하여 컴퓨터 시스템의 개발을 진척시켰다.
그 후에, 일본은 1973년에 미국의 압력으로 컴퓨터의 수입 자유화가 결정되었다. 통상산업성은, 당시에 일본 기업의 경쟁력이 약해서 IBM을 시작하여 해외 기업이 일본 시장을 점령하면서 큰 타격을 받았다. 당시에 6개의 주유 컴퓨터 기업은 통합을 실시하였고, 도시바와 일본 전기를 하나의 그룹으로 정해서 보조금을 지급하였다. 그리하여 각 회사는 “IBM 대항 컴퓨터”의 개발을 착수하였다.
이것이 메인프레임 ACOS 제품군이며, 비IBM호환으로 유일하게 일본에서 대중화된다.
그 후에, 범용 제품과 다르게 니지 제품으로 일어선 미니컴퓨터/오피스컴퓨터의 MS 제품군/N5200 제품군과 같은 소형 서버의 시장에 진출한다. 그외, 통산성주도의 Σ프로젝트에 호응하고, EWS4800의 유닉스 워크스테이션도 있다. 유닉스 제품군으로, CAE-2D같은 제품이 시판되었다.
그 후에, 유닉스 전쟁을 부채질 하였고, 일본 유닉스 시장의 축소로 인하여 HP-UX를 OEM으로 제공하였다.
현재, 일본 전기의 컴퓨터사업은 기업을 대상으로 컴퓨터 계열의 다른 회사인 후지쯔/히타치같은 시스템 인터그레이션(SI)안건의 수주 및 미션 크리티컬 컨설팅 서비스와 같은 SI 서비스로 사업의 방향을 전환하였고, SI에 필요한 소프트웨어 패키지의 판매도 포함시켜서, 종합건설회사에 종합력으로 이익을 확보하고 있다.
또한, 비IBM라는 자세를 바꾸지 않고, 그중에서 HP/SUN라고 말할 수 있는 멀티OEM 체제/자사 아이테니엄 제품군 서버의 국제전개의 밸런스를 잡지 않는다고 고군분투하고 있다. 이것은 경쟁회사, 특히 후지쯔와 공통된 자세이다.
그리고, 개인용 컴퓨터 사업은 위에서 기술한 대로 유네자와/니가타/군마에서 직접생산하던 자회사의 컴퓨터 생산을 축소 재편하고, 중화민국 기업을 이용한 조직적인 생산 방식을 이행하여, 원래부터 이익이 적은 개인용 컴퓨터에 사업균형을 도모하고 있다.
한편, 정보처리산업의 육성에서, 일본 전기는 미즈노 유키오라는 인재를 배출하였고, 일본에서 범용 컴퓨터의 황금기와 고성능 유닉스분야의 공학자 육성이라는 병립하던 곤란한 문제를 비교적 빠른 시기에 해결한 기업이다. 그 성과로, 슈퍼컴퓨터 문화의 유닉스를 집중하고 있던 선진 기업으로 역할을 다했으며, 니시가키 체제의 붕괴와 함께 타사로 진출한 인재도 많았지만, 루비같은 일본산 스크립트 언어나 아파치 스트럿츠같은 오픈소스 중심적인 공학자를 배출하고 있다.
- 컴퓨터 제품군
- 유닉스 제품군
  - SX (슈퍼컴퓨터)
  - NX7000
  - NX7700i
  - CX5000 (선의 OEM으로 출하됨)
  - 시그마 그리드
  - 시그마 블레이드[깨진 링크(과거 내용 찾기)]
  - TX7
  - 특수제작 제품
    - 지구 시뮬레이터
- 메인프레임
  - ACOS-2
  - ACOS-4
  - ACOS-6
- DIPS 메인프레임
  - NEDIPS (NTT의 OEM으로 출하됨)
- 윈도우 제품군
  - Express5800
  - TWIN-POS
초기의 TWIN-POS는 MS-DOS를 구동하는 제품군도 있다.
- 미니컴퓨터
  - Express5800/600
- 단종제품군
  - EWS4800 (생산중지)
  - UP4800 (생산중지)
  - N6300 (생산중지)
  - N5200 (생산중지)
  - N7200 (생산중지)
  - N6850 (생산중지)
  - System3100
  - System7100
  - Ft (판매중지)
  - PO-POS (생산중지)

### 통신
- UNIVERGE 솔루션
- IX (라우터)
- 전화 교환기
  - NEAX61 (외국에서 많이 사용)
  - NEAX61Σ (일본 NCC에서 많이 사용)
- MMM
- Aterm
- COMSTARZ
- DATAX

### 휴대전화

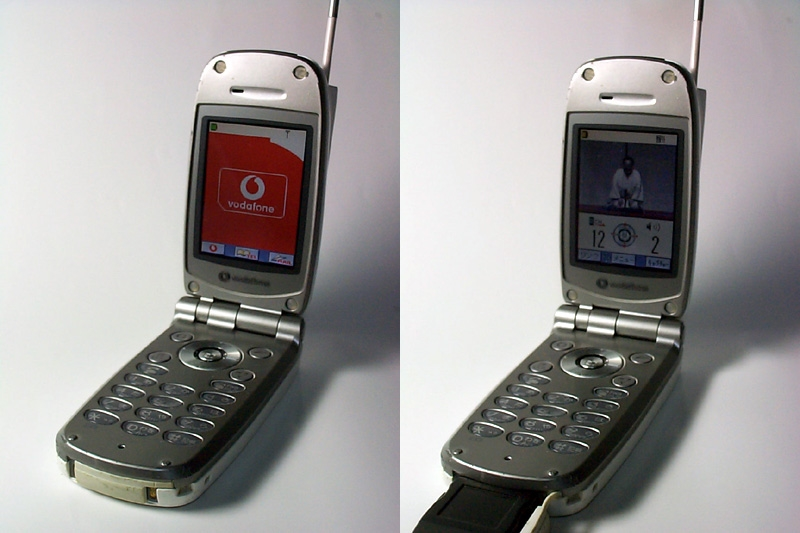
일본에서 처음으로 아날로그 TV 수신이 가능한 휴대전화 V601N
오른쪽은 작동화면이고 왼쪽은 TV 수신화면이다.
2004년당시 사진이다.

대부분 NTT 도코모용이지만, 소프트뱅크 모바일도 예전의 디지털 폰, 디지털 츠카 때부터 단말기를 제공하고 있다. 또한, 일찍이 츠카 그룹, DDI 셀룰러 그룹(나중의 au (KDDI))에도 공급하고 있지만, 현재는 서로 결별한 상태다. 일본에서 폴더형 단말기의 선두제품으로, 2001년에 출시된 NTT 도코모 503i 제품군이 있으며, N503i가 많이 팔린 계기로 인하여 타사도 폴더형 단말기가 유행하는 계기가 되었다.
또한, 일본 전기와 파나소닉 모바일 커뮤니케이션스(마쓰시타 통신공업)는 3세대 이동통신에 적합한 단말기 기술을 공동으로 개발하고 있다. 양사는 이 기반으로, 장래의 사업통합도 진출하기 위해서 제휴관계의 확대를 도모하고 있다.
- NTT 도코모용 단말기
  - 자동차 전화101형 (NTT 현재방식과 NTT 대용량방식에 호환되는 아날로그 방식이다. 파나소닉 모바일 커뮤니케이션스, 후지쯔와 공동으로 제조하는 단말기이다. 101형과 동일한 핸드셋에 전지팩을 연결하면 숄더폰 101형태가 된다.)
  - TZ-802B (NTT 현재방식과 NTT 대용량방식에 호환되는 아날로그 방식이다. 파나소닉 모바일 커뮤니케이션스와 공동으로 제조하는 단말기이다. 상품명은 휴대전화이다.)
  - TZ-803B (NTT 현재방식과 NTT 대용량방식에 호환되는 아날로그 방식이다. 파나소닉 모바일 커뮤니케이션스, 미쓰비시 전기와 공동으로 제조하는 단말기이다.)
  - 아날로그 N, N2 (NTT 현재방식과 NTT 대용량방식에 호환되는 아날로그 방식이다.)
  - 디지털 N, N2, N3 (PDC 방식이다.)
  - 쥬왓키 (일찍이 일본 전기 브랜드로 판매하고 있던 휴대전화 단말기이다. 상업적인 이미지 인물로 쥬비로 이와타의 나카야마 마사시를 기용하고 있다.)
  - N1xx (PDC 방식이다. 800 MHz 방식의 휴대전화 단말기 N10x와 1.5 GHz 방식의 휴대전화 단말기 (시티 폰) N15x가 있다.)
  - N2xx (PDC 방식이다.)
  - N2xxi(PDC 방식이다. i 모드에 호환된다.): N209i, N210i, N211i, N211iS
  - N25xi (PDC 방식이다.): N251i, N251iS, N252i, N253i
  - N30x(PDC 방식이다. DoPa에 호환되는 휴대전화 단말기이다.)
  - N50xi (PDC 방식이다.): N501i, N502i, N502it, N503i, N503iS, N504i, N504iS, N504iC, N505i, N505iS, N506i, N506iS, N506iSII
  - N60xi (FOMA): SIMPURE N, SIMPURE N1
  - N601wg (PDC 방식과 GSM900 방식에 호환되는 휴대전화 단말기이다. 도코모 중앙의 계약자만 계약할 수 있다. NTT 도코모 오테초 지점만 취급한다.)
  - N601ps (PDC 방식이다. 프리콜에 호환되는 휴대전화 단말기이다.)
  - N70x (FOMA): N700i, N701i, N701iECO, N702iD, N702iS, N703iD, N703iμ, N704iμ
  - N8xx (PDC 방식과 PHS 방식을 동시에 사용한다. 돗치모에 호환되는 휴대전화 단말기이다.)
  - N200x (FOMA): N2001, N2002
  - N2051 (FOMA)
  - N2102V (FOMA)
  - N2701 (FOMA와 PDC 방식 모두 호환되는 듀얼 네트워크 단말기이다.)
  - N90xi (FOMA): N900i, N900iS, N901iC, N901iS, N902i, N902iS, N903i, N904i
  - N90xiG (FOMA, W-CDMA과 GSM900 방식에 호환되는 휴대전화 단말기이다.): N900iG
  - N90xiL (FOMA/무선랜 듀얼 단말기이다.): N900iL, N902iL
  - N902iX HIGH-SPEED (FOMA, FOMA 하이스피드에 처음으로 호환되는 휴대전화 단말기이다.)
  - 와이드 스타 (위성) 포터블 폰 N (인공위성 휴대전화이다. 적도상공 36000킬로미터의 정지궤도에 기동하고 있는 2기의 통신위성 N-STAR에 의하여, 지상파에서 권외가 되는 산속에서도 사용할 수 있다. 2001년부터 명칭을 와이드 스타로 변경하였다.)
- 디지털 폰/디지털 츠카용 단말기
  - DP-11x (PDC용 단말기이다.)
- J-폰용 단말기
  - J-N0x (PDC용 단말기이다.)
  - J-N51 (PDC용 단말기이다.)
  - V-N701 (VGS, W-CDMA방식 단말기이다.)
- 보다폰용 단말기
  - V601N (일본에서 처음으로 아날로그 텔레비전 튜너를 사용한 모델이다. PDC용 단말기이다.)
  - 보다폰 703N (보다폰 3G용 단말기이다. W-CDMA방식이다.)
  - 보다폰 802N (보다폰 3G용 단말기이다. W-CDMA방식이다.)
  - 보다폰 804N (보다폰 3G용 단말기이다. W-CDMA와 GSM방식이다.) 보다폰에서 처음으로 붙은 풀에 호환되는 단말기이다. 450 MB의 메모리가 내장돼 있다.
- 소프트뱅크 모바일용 단말기
  - 소프트뱅크 705N (소프트뱅크 3G용 단말기이다. W-CDMA와 GSM에 호환된다.)
- Tu-Ka용 단말기
  - TH741
  - TH751
  - TH781
- DDI 셀룰라용 단말기
  - HD-50N
  - HD-60N
  - D208N
- GSM 휴대전화

무선, 통신 계열사는 일찍이 일본 육군의 무선, 통신시설을 직접 담당하고 있었다. 육군의 무전기는 전력공급이 뜻대로 안 되는 상황이었기 때문에, 일본의 낮은 공업기술력을 배경으로 하면서 어느 정도 실용성을 갖춘 걸로 알려져 있다.(특히 군용 항공기에 주로 사용되었음) 한편으로, 니혼 무선이 독점하고 있었던 일본 해군의 무전기는 통신이 잘 안 된 것으로 유명했다.

### 개인용 컴퓨터

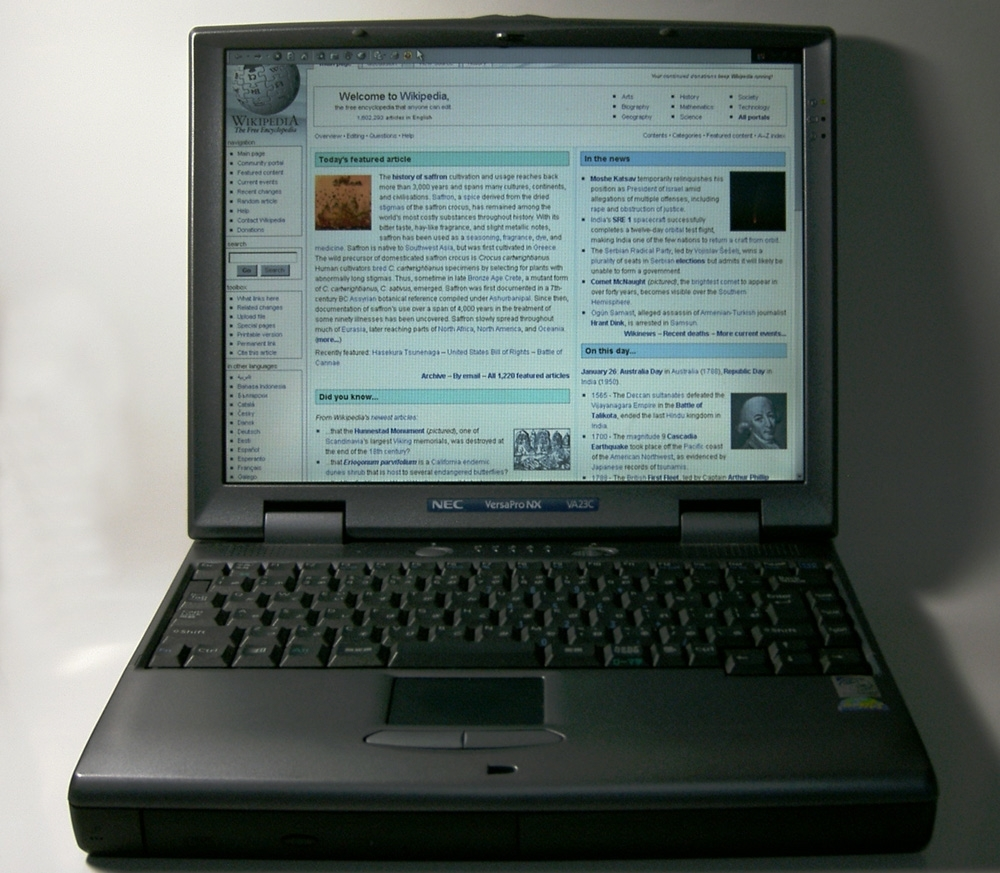
버사프로 VA23C 1998년

- PC98-NX
  - Mate
  - LaVie
  - VALUESTAR
  - ValueOne
  - VersaPro
- 공업용 컴퓨터
  - FC98-NX
  - FC-NOTE
  - NBC (보드 컴퓨터)

### 방송 계열사
- 기존의 텔레비전 카메라, 주제어 장비, 송신 장비는 방송제작에서 송신까지 일관제 제품군을 자랑하고 있다. 현재는(일본 전기는 "APS 장치"로 부르는) 방송국의 주제어 장치 및 송신기를 주력으로 생산하고 있으며, 많은 방송국에 납품한 실적이 있다. 주제어 장치를 납품한 방송국은 다음과 같다.
  - 일본방송협회의 시부야 방송센터나 대부분의 지방 방송국
  - JNN계열 방송국 TBS 본사와 대부분의 지방 방송국
  - NNN계열 방송국 니혼테레비 본사와 대부분의 지방 방송국
  - ANN계열 방송국 테레비아사히 본사와 대부분의 지방 방송국
  - TXN계열 방송국 테레비도쿄 본사와 대부분의 지방 방송국
  - FNN계열 방송국 도카이테레비, 사가테레비, 테레비구마모토, 가고시마테레비 (후지테레비 본사는 도시바 제품임)
  - 독립 UHF 텔레비전 방송국 도쿄 메트로폴리탄 텔레비전

## 분사/자기업 제품

### 집적회로 부분 (NEC 일렉트로닉스)
- MIPS군 CPU（RISC CPU）
  - VR12000
  - VR10000
  - VR8000
  - VR5000
  - VR4000（MIPS R4000 호환）
  - VR3000（MIPS R3000 호환）
- 범용 CPU
  - NOAH
- 독자 CPU
  - R810 (RISC CPU)
- 범용 마이크로 컴퓨터
  - V850
  - 78K0
  - 78K0S
  - 78K4
- AV용 LSI
  - EMMA

### 메모리 부분 (엘피다 메모리: 전 NEC 히타치 메모리)
1980년대에, 일본 전기에게 최대의 이익을 달성하고, 기업의 주력이었던 반도체부문도, 동아시아에서 일본 제조설비를 수입하여 메모리를 제조하는 대한민국의 삼성전자나 중화민국의 다른 반도체 기업체이 성장하면서, 메모리의 가격이 현저하게 하락하여 이익을 달성하기 어려워졌다. 그래서, 점유율이 크게 감소하여 기술개발을 위한 자금력이 떨어져서 세계 1위를 유지할 수 없게 되었다. 일본 전기는 메모리 관련 사업부 및 공장을 방위청 제안에 따라서 니시가키 체체로 돌입한 후, 히타치 제작소의 메모리 관련 사업부와 통합하여, NEC 히타치 메모리라는 회사를 출범시켰다.
그 이후에, 엘피다는 외부에서 개발 및 공장개선의 자금을 조달하고, 미쓰비시 전기의 메모리 사업부분을 매수했기 때문에, 일본 전기의 출자 비율은 히타치다음으로 3위가 되고 말았다.

### 우주항공 부분 (NEC 도시바 스페이스 시스템)
- 인공위성
- 통신위성/기상위성/자원탐사위성/천체위성
- 대형 레이다
- 전파 망원경

### 조명 부분 (NEC 라이팅)
해체된 일본 전기 홈 일렉트로닉스에서 이여온 사업이다. 1970년대에 미국의 전구, 조명기구 회사인, (현재는 오슬람에 합병된) 실바니아와 합작회사 “일본 전기 실바니아 주식회사”가 설립되었다.
- 호타 룩: 소등 후에도 잠시 동안 계속해서 빛나는 형광등이다. 한신, 아와지 대지진 재해의 교훈을 기초로 개발되었다.

## 과거의 제품

### 마이크로 컴퓨터
- TK-80
- TK-80BS
- COMPO BS

### 개인용 컴퓨터
- PC-8000
- PC-8800
- PC-6000
- PC-6600
- PC-100
- PC-9800
- PC-9821

### PDA
- 모바일기어
- 포켓기어

### 워드 프로세서
- 분고시리즈

### 게임기
- PC 엔진
- PC-FX

### 디지털 비디오 녹화기
- Giga Station（MVDISC）

## 제조 및 연구소 위치
일본 전기의 조직은 논리적으로 비지니스유닛-사업본부-사업부의 계층구조를 가지고 있다. (연구소는 비지니스유닛보다 위의 계층으로 연구개발유닛이 위치하고 있다.) 별도로, 물리적으로 소재지마다 아래에서 기술한 사업장과 연구소가 있다.

### 사업장
- 타마치 사업장 (도쿄도 미나토구）
- 다마가와 사업장 (가나가와현 가와사키시 나카하라구)

통신기기 생산 및 연구개발
- 후추 사업장 (도쿄도 후추시)

컴퓨터 및 통신기기 생산
- 사가미하라 사업장 (가나가와 현 사가미하라시)

연구개발
- 아비코 사업장 (지바현 아비코시)

통신기기 생산

### 연구소
- 중앙 연구소: 다만 소재지로서 중앙연구소 (가나가와 현 가와사키시 미야마에구는 이미 폐쇄되었고, 현재 타마치 사업장 및 다마가와 사업장에 포함된다.)
- 쓰쿠바 연구소 (이바라기현 쓰쿠바시)
- 간사이 연구소 (나라현 이코마시)
- 간사이 디바이스 연구소 (시가현 오쓰시)
- 사가미하라 연구소 (가나가와 현 사가미하라시)

## 방송 제공

### 현재
- 알고있는 장소! (MBS 마이니치 방송제작, 도쿄방송계열사)
- 우타방 (도쿄방송)
- 제! 세계기겁 뉴스 (니혼테레비)
- 진상보도 방키샤! (니혼테레비)

### 과거
- 오카모토 아야코의 NEC 슈퍼 골프 (테레비도쿄 1사 제공이었지만, 후반에는 테레비도쿄를 포함하여 다른 방송국에서도 제공됨)
- BB-WAVE.tv (테레비도쿄 1사 제공)
- TIME21 (니혼테레비, 플래티넘 스폰서)
- 슈퍼테레비 정보최전선 (니혼테레비, 플래티넘 스폰서)
- 안테나22 (니혼테레비)
- 야생의 왕국 (마이니찌방송 제작, 장염전해소후의 TBS계열사 플래티넘 스폰서=한때는 1사 단독협찬으로 “NEC아워”라고 방영, 해소전은 모기업의 스미토모 그룹의 일원으로 협찬)
- 지구출발 19시 (마이니찌방송 제작, TSB계열사)
- 북위 35도의 바람 (마이니찌방송 제작, TSB계열사)
- 정글TV ~타모리의 법칙~ (마이니찌방송 제작, TSB계열사)
- 리얼타임 (마이니찌방송 제작, TSB계열사)
- 사타모니! (마이니찌방송 제작, TSB계열사)
- 토요일 극장 (후지테레비)
- 골든 영화극장 (후지테레비)

## 같이 보기
- 빅로브 (인터넷 기업)
- 세계 골프 선수권 (NEC 초대, 2006년부터 NEC에서 브리스톤으로 변경됨)
- 몬테디오 야마가타 (초기 NEC 야마가타 축구부 J리그)
- NEC 블루 로켓츠（남자 배구부 V리그)
- NEC 레드 로켓츠 (여자 배구부 V리그)
- NEC 그린 로켓츠 (럭비부　탑리그)
- NEC 타마가와 르네상스 시티
- MBS 마이니치 방송 - MBS의 대주주임.
- Wisdom - NEC가 공짜로 제공하는 사업 정보제공 서비스.
- 라쿠라쿠 무선 스타트